# Черкасский округ (УССР)
Черка́сский о́круг (укр. Черкаська округа) — единица административного деления Украинской ССР, существовавшая с марта 1923 по сентябрь 1930 года. Административный центр — город Черкассы.

## История
Образован в марте 1923 года в составе Киевской губернии в результате административной реформы в Украинской ССР, направленной на укрупнение административно-территориальных единиц. В состав округа вошли территории бывших Черкасского и Чигиринского уездов.
Изначально делился на 15 районов: Александровский, Белозорский, Головковский, Златопольский, Каменский, Леськовский, Матусовский, Прусяжский, Ротмистровский, Смелянский, Телепинский, Трилесский, Трушевский, Чигиринский и Черкасский районы. Районное деление неоднократно менялось.
В марте 1925 года были расформированы Белозорский, Леськовский, Прусяжский, Телепинский, Трилесский и Трушевский районы. Ротмистровский район был переименован в Балаклейский, а Головковский — в Медведевский. В июне 1925 года губернии на Украине были упразднены, и округ перешёл в прямое подчинение Украинской ССР. Тогда же к округу были присоединены Городищенский, Каневский (с частью расформированного Ходоровского района Киевского округа), Корсуньский, Мокро-Калигорский, Мошнянский, Ольшанский, Стеблевский, Таганчский и Шполянский районы упразднённого Шевченковского округа, а также Гельмязовский, Золотоношский, Ирклиевский, Песчанский и Чернобаевский районы упразднённого Золотоношского округа
В январе 1927 года Черкасский округ переименован в Шевченковский округ.
В сентябре 1930 года упразднён, как и большинство округов СССР. Матусовский, Мокрокалигорский, Песчанский и Ротмистровский районы были расформированы, остальные переданы в прямое подчинение Украинской ССР.
По данным переписи населения, в 1925 году численность населения округа составляла 1150,3 тыс. чел.